# 井上小百合 (ラジオパーソナリティ)
井上 小百合（いのうえ さゆり、10月8日 - ）は、中京圏を拠点に活動するラジオパーソナリティ、ローカルタレントである。ラジオ番組ではさゆりん井上もしくはさゆりん名義で活動している。NTB （旧・名古屋タレントビューロー）所属。

## 人物
趣味は変形ギターの収集、年間100本前後の音楽ライブを見に行くこと。

## 出演

### ラジオ番組
- CBC歌謡ベストテン（2014年 - 、CBCラジオ）

## 過去の出演

### テレビ番組
- あなたの街から（岐阜テレビ）
- ええじゃないか三重（三重テレビ） - リポーター

### ラジオ番組
- 早耳パックS （FM MIE）
- さゆりんのアウトドアの達人（FM MIE）
- おもいっ気りサンデー ミュージック・オン・ザ・ラン（FM MIE）
- おもいっきりプチプレゼント（FM MIE）
- おもいっ気りiアプリで行こうよ!! （FM MIE）
- とびっきりサタデー 〜さゆりんnet.com〜（FM MIE）
- マイカル桑名 ストリートハプニング（FM MIE）
- JOY JOY WAVE リクエストTOP10 （FM AICHI）
- サウンド・オブ・JRフレイト（FM AICHI）
- サウンド・スカッシュ（FM AICHI）
- スポーツ インデックス（AM岐阜ラジオ）
- サンデー湯（ホット）情報（AM岐阜ラジオ）
- ミュージックナイター（1993年 - 1994年、AM岐阜ラジオ）
- さゆりんの音楽楽園（2001年 - 2013年、CBCラジオ）
- CBC演歌ベストテン（2013年 - 2014年、CBCラジオ）
- 東三歌謡通り（CBCラジオ豊橋局）
- 東三河未来くるランド（CBCラジオ豊橋局）
- ブレイクアップ・M10 （CBCラジオ豊橋局）
- はなきん! （2013年 - 2017年、レディオキューブFM三重）
- はなきん+ （2017年 - 2019年、レディオキューブFM三重）
- CHOICE（2019年 - 2023年、レディオキューブFM三重）

### ウェブ配信
- さゆミファそらしど（commuf@radio ブロードバンドCBCラジオ）

## その他の活動
- HMV栄 ディスクジョッキー